# Vandstære
Vandstære er spurvefugle, der er medlemmer af slægten Cinclus i familien Cinclidae.

## Klassifikation
- Familie Vandstære Cinclidae
  - Slægt Cinclus
    - Vandstær Cinclus cinclus
    - Hvidkronet vandstær Cinclus leucocephalus
    - Amerikansk vandstær Cinclus mexicanus
    - Asiatisk vandstær Cinclus pallasii
    - Andesvandstær Cinclus schulzi